# Păstrugă

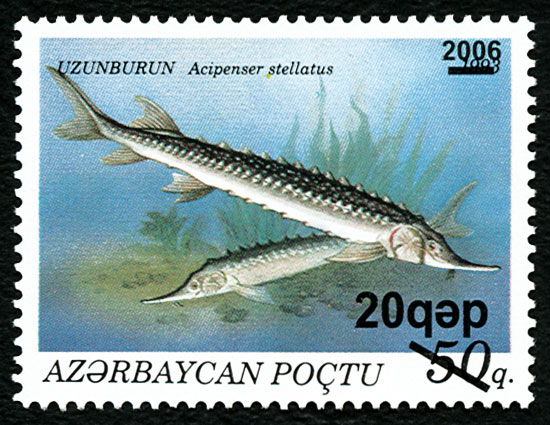

Păstruga (Acipenser stellatus) este o specie de sturion care trăiește în Marea Neagră, Marea Caspică și Marea Azov.

## Aspectul extern
Corpul prezintă 5 rânduri de discuri rombice osoase, deosebindu-se de celelalte specii din familia Acipenseridae prin lungimea botului, falca inferioară este întreruptă, iar cea superioară reprezintă circa 60% din lungimea capului. Spatele colorat în negru-brun. Lungimea maximă pe care o poate atinge este de 214 cm, iar greutatea de 68 kg, exemplarele obișnuite măsoară 80 –100 cm și cântăresc 5–8 kg.

## Biologia și ecologia
Pește marin migrator, păstruga trăiește în Marea Neagră, Marea Azov, Marea Caspică și rar în Marea Adriatică. Maturitatea sexuală este atinsă de masculi la 9-13 ani, iar de femele la 11-15 ani.

## Reproducerea
Pentru a se reproduce, păstruga migrează în fluviile Volga, Nistru, Dunăre, unde, în zonele nisipoase și cu prundiș, își depune icrele (în număr de 79-90 mii de icre într-o singură repriză), apoi împreună cu puietul migrează în mările de unde a venit, pentru a se îngrășa și ierna.